# Ramonda myconi
Рамонда міконська (Ramonda myconi) — вид рослини родини Геснерієві.

## Назва
В англійській мові має назву «піренейська фіалка» (англ. Pyrenean violet). 

## Будова
Темне волохате листя з зубчастим краєм зібране у непомітну розетку. Квітки з'являються на квітконіжках до 12,5 см, яскраві фіолетові з п'ятьма пелюстками.

## Поширення та середовище існування
Ендемік Піренеїв. Зростає серед вапняку на схилах. 

## Практичне використання
Вирощується на альпійських гірках.

## Галерея

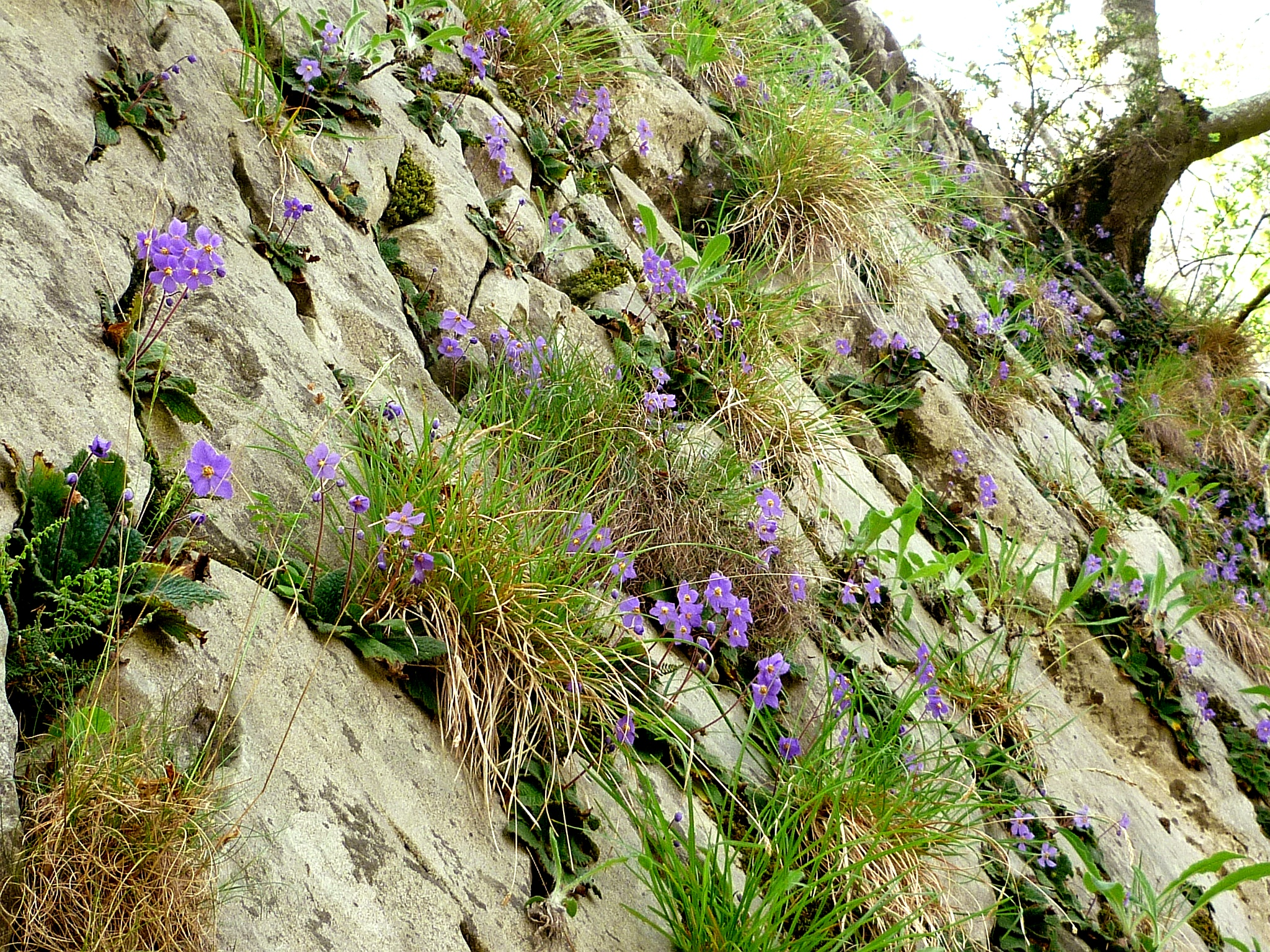
Рослтни в стіні
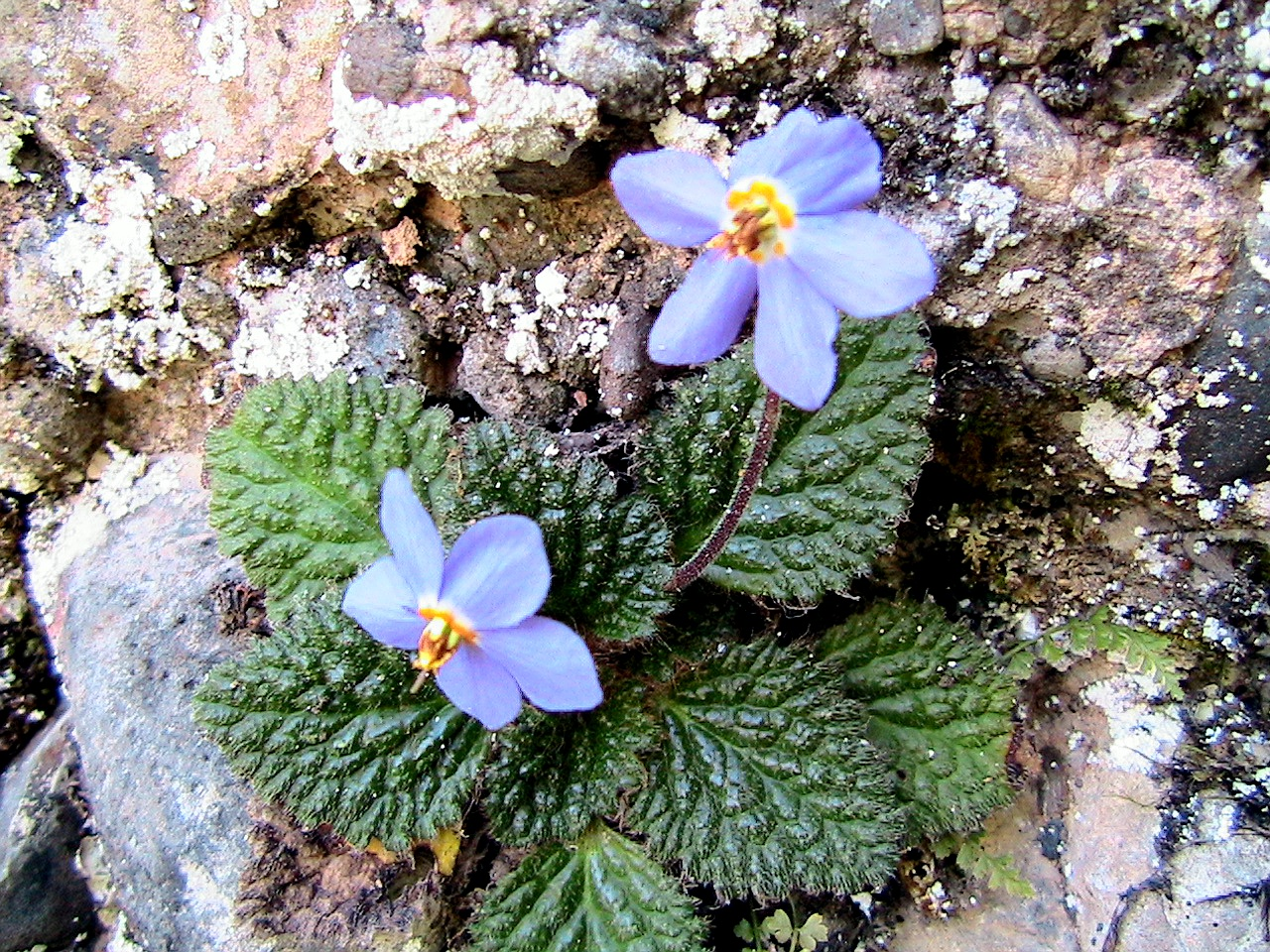
Квіти
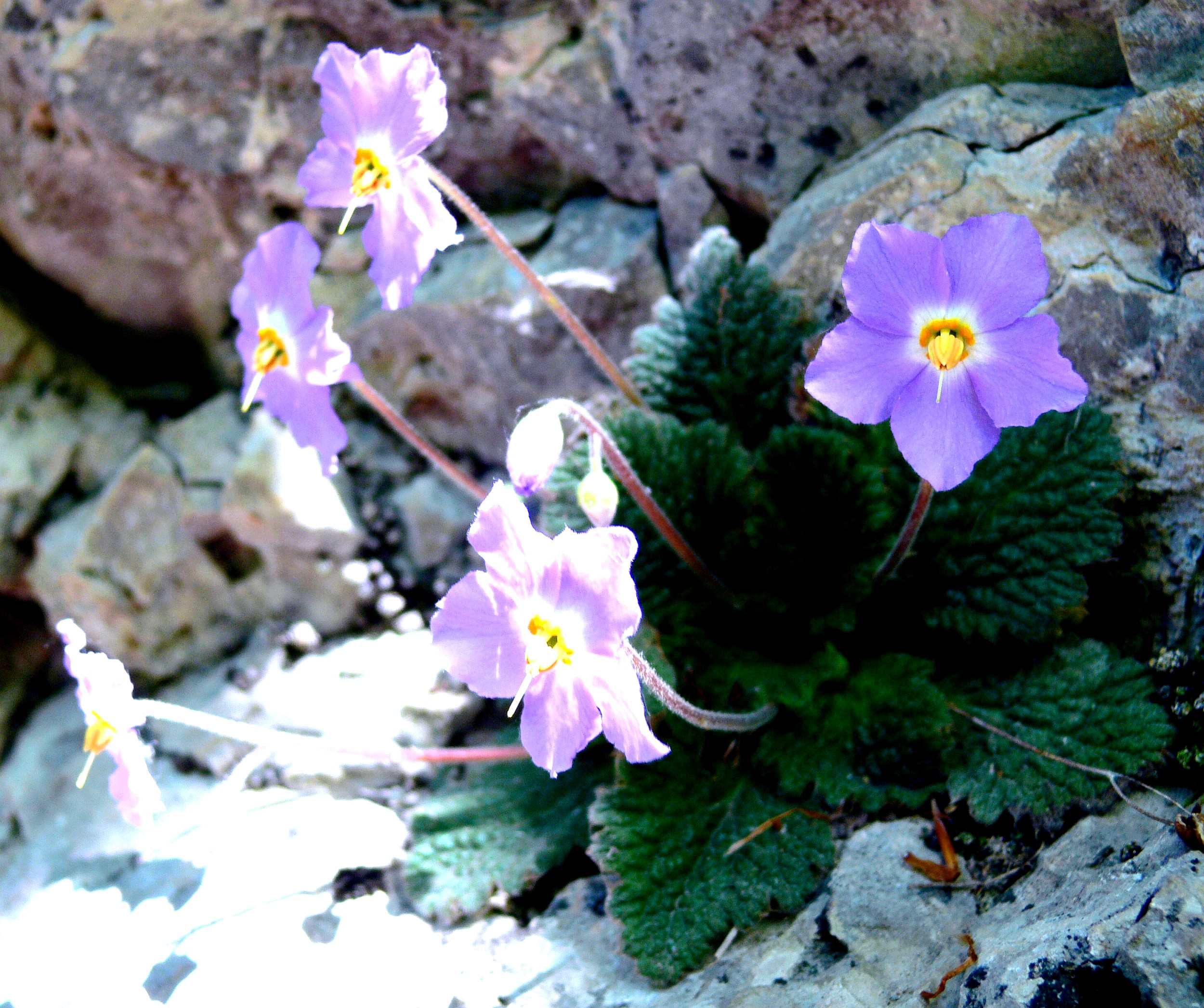
Квіти